# Richard Tucker (operazanger)

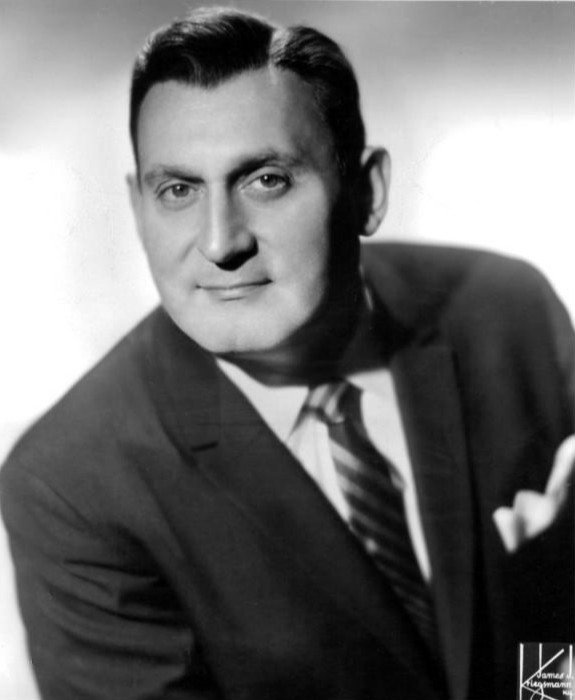
Richard Tucker

Richard Tucker, geboren als Rubin Ticker (New York, 28 augustus 1913 - Kalamazoo, 8 januari 1975), was een van de meest beroemde operatenors van zijn generatie en was een vedette van de Metropolitan Opera in New York.

## Levensloop
Na zang te hebben gestudeerd bij Paul Althouse, debuteerde hij in 1943 bij het Jolson Theatre in New York, in de rol van Alfredo in La Traviata.
In januari 1945 debuteerde hij in de New Yorkse Metropolitan Opera, in de rol van Enzo in La Gioconda. Hij werd al vlug een van de sterkhouders van de Metropolitan en bleef dit dertig jaar lang.
Hij vertolkte onder meer:
- Rodolfo, in La Bohème,
- Cavaradossi, in Tosca,
- Manrico, in Il Trovatore,
- Riccardo, in Un ballo in maschera
- Alvaro, in La forza del destino
- Don Carlos, in Don Carlos
- Radames, in Aida
- Turiddu, in Cavalleria Rusticana
- Canio, in Pagliacci
- Chénier, in Andrea Chénier.

In 1968 zong hij in Luisa Miller, samen met Montserrat Caballé, en in 1970, voor zijn 25ste verjaardag als lid van het gezelschap bij de Met werd een gala georganiseerd, waarbij hij optrad met onder meer Joan Sutherland, Renata Tebaldi, Leontyne Price en Robert Merrill.
Hij trad ook regelmatig op in de opera's van Chicago en San Francisco.
In 1947 kwam hij naar Europa. Zijn eerste optreden vond plaats in de Arena van Verona. Hij vertolkte Enzo in La Gioconda en had naast zich Maria Callas, met wie hij later nog zou optreden in La forza del destino en Aida.
Hij trad verder op in de
- Royal Opera House in Londen (1957),
- de Wiener Staatsoper (1958),
- de Scala van Milaan (1969).

Tijdens de jaren 1950 en 1960, trad hij onder leiding van Alfredo Antonini op in de openluchtconcerten gehouden in het Lewisohn Stadium in New York, waar telkens meer dan 10.000 toehoorders op aanwezig waren.
In de rol van Eleazar in La Juive behaalde hij een groot succes, eerst in New York (1964), vervolgens in Londen (1973) en in Barcelona (1974).
In volle activiteit bezweek Tucker aan een hartinfarct.
Richard Tucker had een herkenbare stem die hem toeliet zowel het lyrische als het dramatische repertoire te beheersen en dat deed hij met een blijvend succes gedurende dertig jaar.
Als gelovige Jood, trad hij zijn hele leven op in synagogen als hazzan of voorzanger.

## Eerbetoon

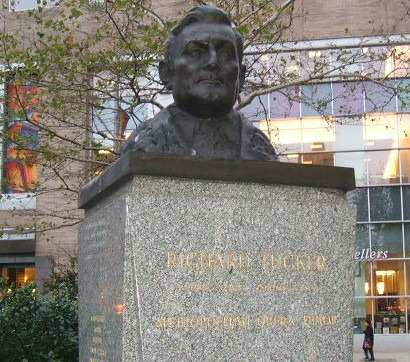
Het Richard Tucker monument in Lincoln Square (Manhattan)

Kort na het overlijden van Richard Tucker, gingen zijn weduwe, zijn kinderen, zijn vrienden en collega's over tot de oprichting van de Richard Tucker Music Foundation, teneinde de herinnering aan deze grote tenor in leven te houden. Tijdens de voorbije decennia heeft de stichting jaarlijks een benefiet tv-concert georganiseerd, waarvoor Luciano Pavarotti en andere operasterren als gastheer optraden. De hierdoor bijeengezamelde fondsen dienen sinds meer dan veertig jaar om beurzen te verlenen aan jonge zangers.
De begrafenisplechtigheid van Tucker vond uitzonderlijk plaats op de scène van de Metropolitan. Het parkje naast het Lincoln Center heeft de naam gekregen van Richard Tucker Square en zijn borstbeeld is er geplaatst.

## Voetnoten
1. ↑   The New York Times, 19 mei 1959.
2. ↑  The New York Times, 18 juni 1959.
3. ↑  The New York Times, 2 juli 1959.
4. ↑  The New York Times, 27 juni 1964.

- Bibsys: 8061768
- Biblioteca Nacional de España: XX1141816
- Bibliothèque nationale de France: cb12404170j (data)
- Gemeinsame Normdatei: 134543017
- International Standard Name Identifier: 0000 0001 0910 7187
- Library of Congress Control Number: n82099683
- Nationale Bibliotheek van Letland: 000094870
- MusicBrainz: 2db8717c-f552-4b98-8dd0-ebafb49b32e7
- Nationale Bibliotheek van Tsjechië: xx0177336
- Nationale Bibliotheek van Israël: 987007305478405171
- Nationale en Universitaire bibliotheek Zagreb: 000259213
- Nederlandse Thesaurus van Auteursnamen: 073406317
- Réseau des bibliothèques de Suisse occidentale: 02-A003914232
- SNAC: w6vd7r82
- Système universitaire de documentation: 111522420
- Trove: 1053620
- Virtual International Authority File: 66552182
- WorldCat: E39PBJdMbcGWtyC8pgpmvxc773